# Monte Paektu
El monte Paektu (en chosŏn'gŭl, 백두산; en hancha, 白頭山; romanización revisada, Baektu-san; McCune-Reischauer, Paektu-san), también conocido como montaña Changbai en China, es una montaña volcánica localizada en la frontera entre Corea del Norte y China. Con 2744 m, es la montaña más alta de la montañas Changbai, al norte, y de la cordillera Baekdudaegan, al sur. También es la montaña más alta de la península de Corea y de Manchuria.

## Etimología
El nombre en coreano significa "montaña de cabeza blanca". El nombre en chino, Changbai Shan (en chino tradicional, 長白山; en chino simplificado, 长白山), significa "montaña perpetuamente blanca" al igual que su nombre en manchú, Golmin Šanggiyan Alin, y nombres variantes. Un lago de cráter, llamado Lago Tianchi (en chino tradicional y simplificado, 天池, en chosŏn'gŭl, 천지; McCune-Reischauer, Ch'ǒn'chi), se encuentra dentro de la caldera volcánica de la cima de la montaña.

## Geografía e historia

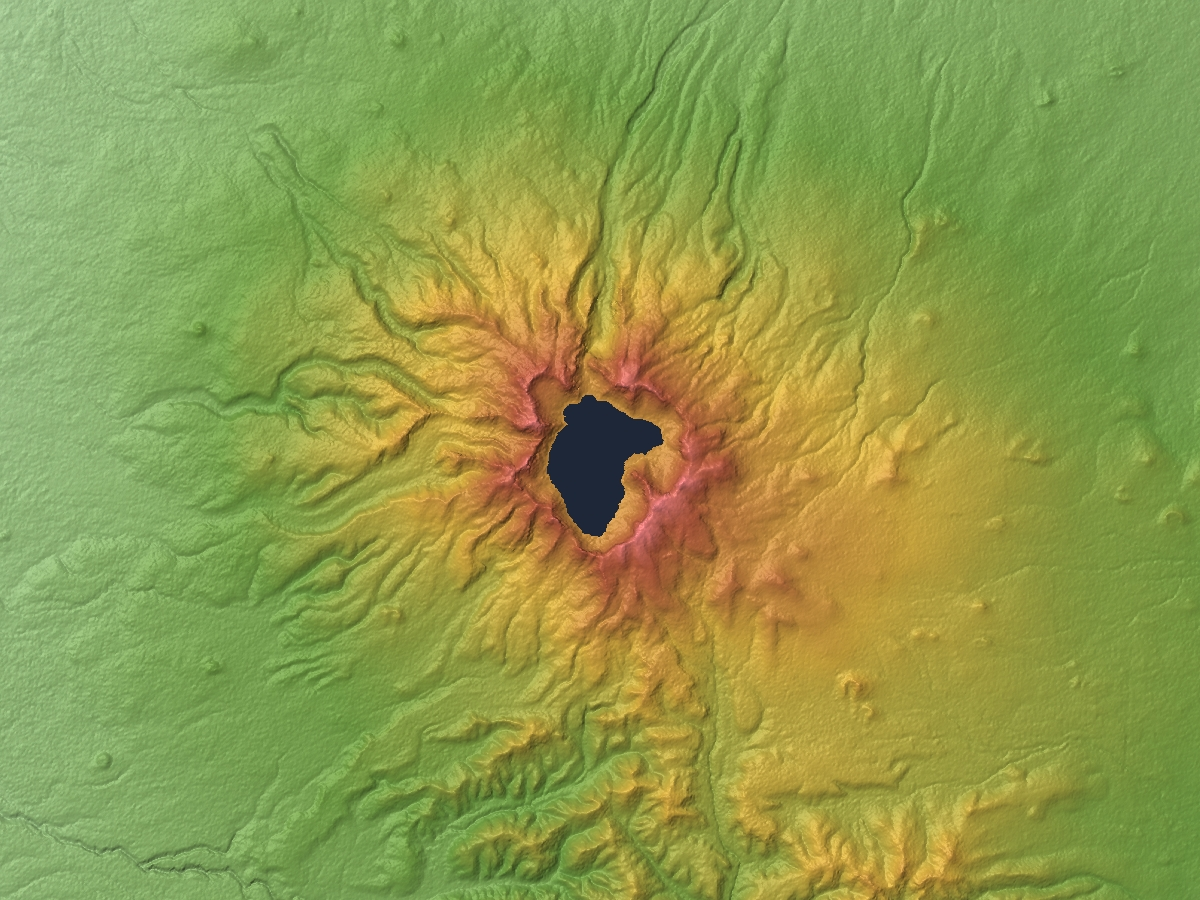
Relieve de la región del monte Paektu

El monte Paektu es un estratovolcán cuyo cono está truncado por una amplia caldera de 5 km de anchura y 850 m de profundidad, parcialmente ocupada por las aguas del lago Tianchi (lago del Cielo). La caldera se creó en torno al año 946, durante la llamada "erupción del Milenio", con un IEV o Índice de explosividad volcánica de 7, que expulsó de 100 a 120 km³ de piroclasto y pudo afectar al clima de la región. Se han encontrado restos de ceniza de esa erupción incluso en el sur de la isla de Hokkaido, al norte del Japón. El lago tiene una circunferencia de 12 a 14 km, con una profundidad media de 213 m y una profundidad máxima de 384 m. Desde mediados de octubre a mediados de junio, está cubierto normalmente de hielo.
La erupción tuvo 3 fases conocidas como Periodo Temprano, Clímax y Periodo Posterior.
Periodo Temprano
El estudio de los depósitos muestra que la erupción comenzó con una columna eruptiva de 28 km en su momento de máxima altitud,la base de distribución de la Piedra Pómez muestra que la columna tuvo una fluctuación de altura, con base a la disposición de la tefra se calcula que la tasa de descarga masiva fue de 108 Kg/s( 10⁵ m³/s, este periodo pudo haber liberado 1.88-5.63¹⁹ julios de energía.
Clímax
Por la distribución de los materiales se ha podido deducir que la columna eruptiva tenía una altura de 36 km con una tasa de descarga de masa de 3,6 × 10 ⁸ Kg/s ( 3.6 x 10⁵ m³/s, la altura de la columna de erupción indica que el cráter tenía un radio de 200 metros, la distribución de la tefra mostró que la dirección del viento era SE 120°. Durante esta etapa se produjo una lluvia de piedra pómez fina.
Periodo posterior
Este periodo de erupción formó la Ignimbrita de Changbaishan, formada cuando la columna eruptiva colapsó tras la lluvia de Piedra Pómez fina,la Ignimbrita de Changbaishan tiene un espesor promedio de 7.47 metros y en algunos valles el espesor fue de 70 a 80 metros, durante esta etapa la tasa de descarga de masa fue de 5 x 10⁶ Kg/s.
Las fuerzas geológicas que intervinieron en la formación del monte Paektu son un misterio todavía. Hay dos teorías: la primera considera que es un punto caliente, y la segunda que es una porción desconocida de la placa del Pacífico subducida bajo la montaña.
La sección central de la montaña se eleva unos 3 mm por año debido a los niveles ascendentes del magma debajo de la parte central de la montaña. Dieciséis picos superan los 2.500 m de altitud en la cresta de la caldera que rodea el lago Tianchi. El pico más alto, llamado Pico Janggun, está cubierto de nieve unos ocho meses al año. La pendiente es relativamente moderada hasta los 1.800 m.
El agua sale del lago por el norte y cerca de la salida hay una cascada de 70 m de altura. La montaña es el nacimiento de los ríos Songhua, Tumen y Yalu. Los ríos Tumen y Yalu forman la triple frontera entre Corea del Norte, Rusia y China.

### Flora y fauna
Se conocen cinco especies de plantas en el Lago del Cielo, y unas 186 en sus orillas. El bosque en el lado chino es muy antiguo y apenas ha sido alterado o explotado por humanos. Predominan los abedules cerca del límite de los árboles, y los pinos por debajo, mezclados con otras especies. Por su parte, el lado norcoreano sí ha sufrido una explotación prolongada en el tiempo por parte del ser humano.
La región es un conocido hábitat de tigres coreanos, osos, leopardos del Amur y lobos. En las zonas altas se encuentra el corzo siberiano (Capreolus pygargus). Entre las aves se encuentran el gallo lira común (Tetrao tetrix), lechuzas y pájaros carpinteros. La montaña ha sido catalogada por BirdLife International como área importante para la conservación de las aves porque contiene una población destacada de serreta china (Mergus squamatus).

## Mitos
- El monte Paektu ha sido adorado a lo largo de la historia por los pueblos que la rodean. Tanto los coreanos como los manchúes lo consideran el lugar de su origen ancestral.

- De acuerdo a la mitología coreana, fue el lugar de nacimiento de Dangun, el fundador de Gojoseon (2333 a. C.-188), el primer reino coreano.

## Historia
- Según la biografía oficial, el líder de Corea del Norte Kim Jong-il nació en un campamento secreto comandado por su padre Kim Il-sung en el monte Paektu en 1942.

- En 2018 el presidente surcoreano Moon Jae-in subió al monte Paektu junto al líder norcoreano Kim Jong-un.

## Datos claves
- Altitud: 2744 metros (9003 pies)
- Ubicación en Corea del Norte: Ryanggang, Corea del Norte
- Ubicación en China: Jilin, China
- Prominencia: 2593 metros (8507 pies)
- Coordenadas: 42°00′20″N 128°03′19″E / 42.00556, 128.05528
- Tipo: Estratovolcán
- Última erupción: 1903[6]

## Recorridos
Los visitantes extranjeros, en su mayoría surcoreanos, por lo general suben a la montaña desde el lado chino, aunque el monte Paektu es un destino turístico común para los pocos turistas extranjeros en Corea del Norte.

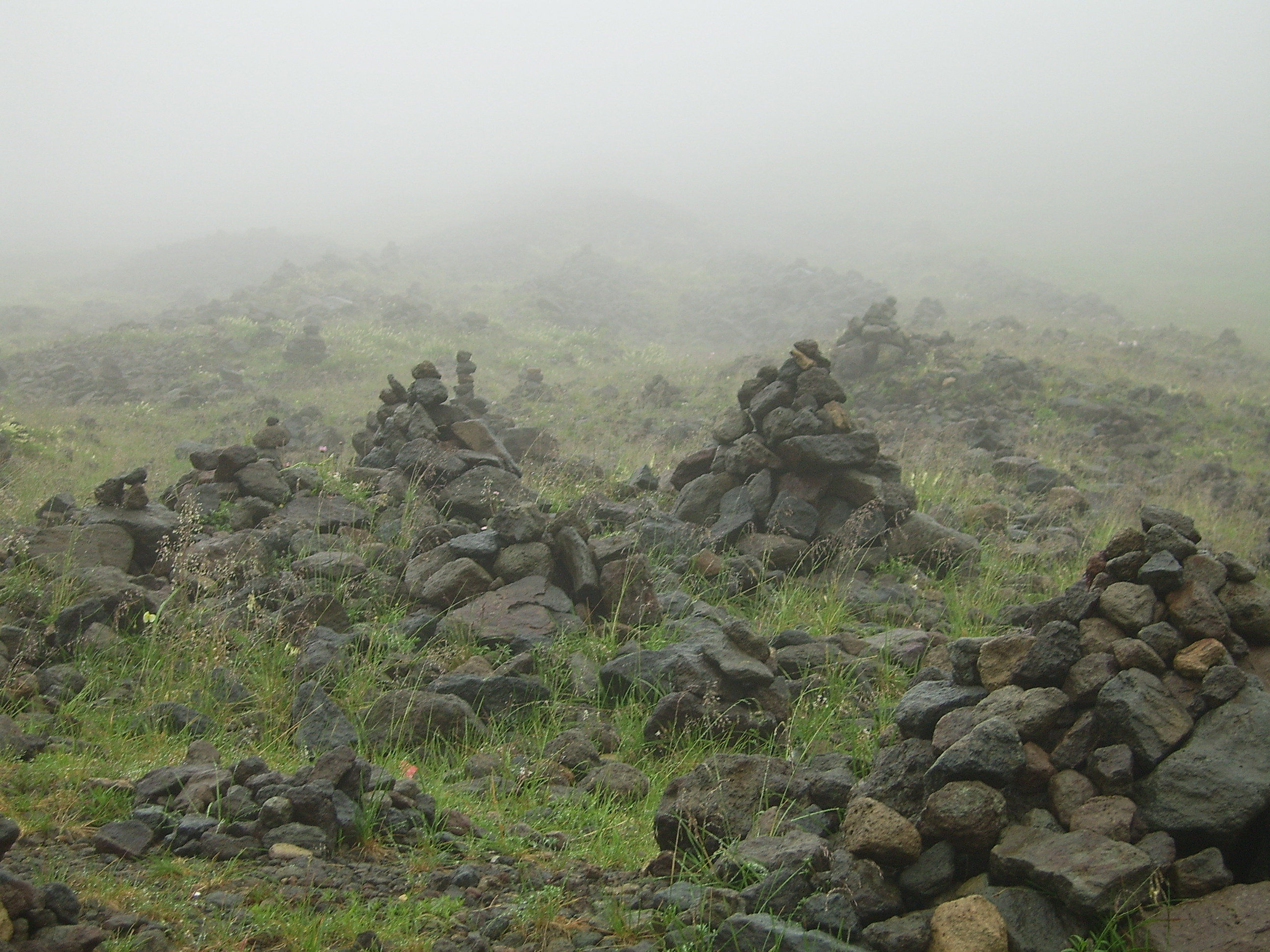
Piedras
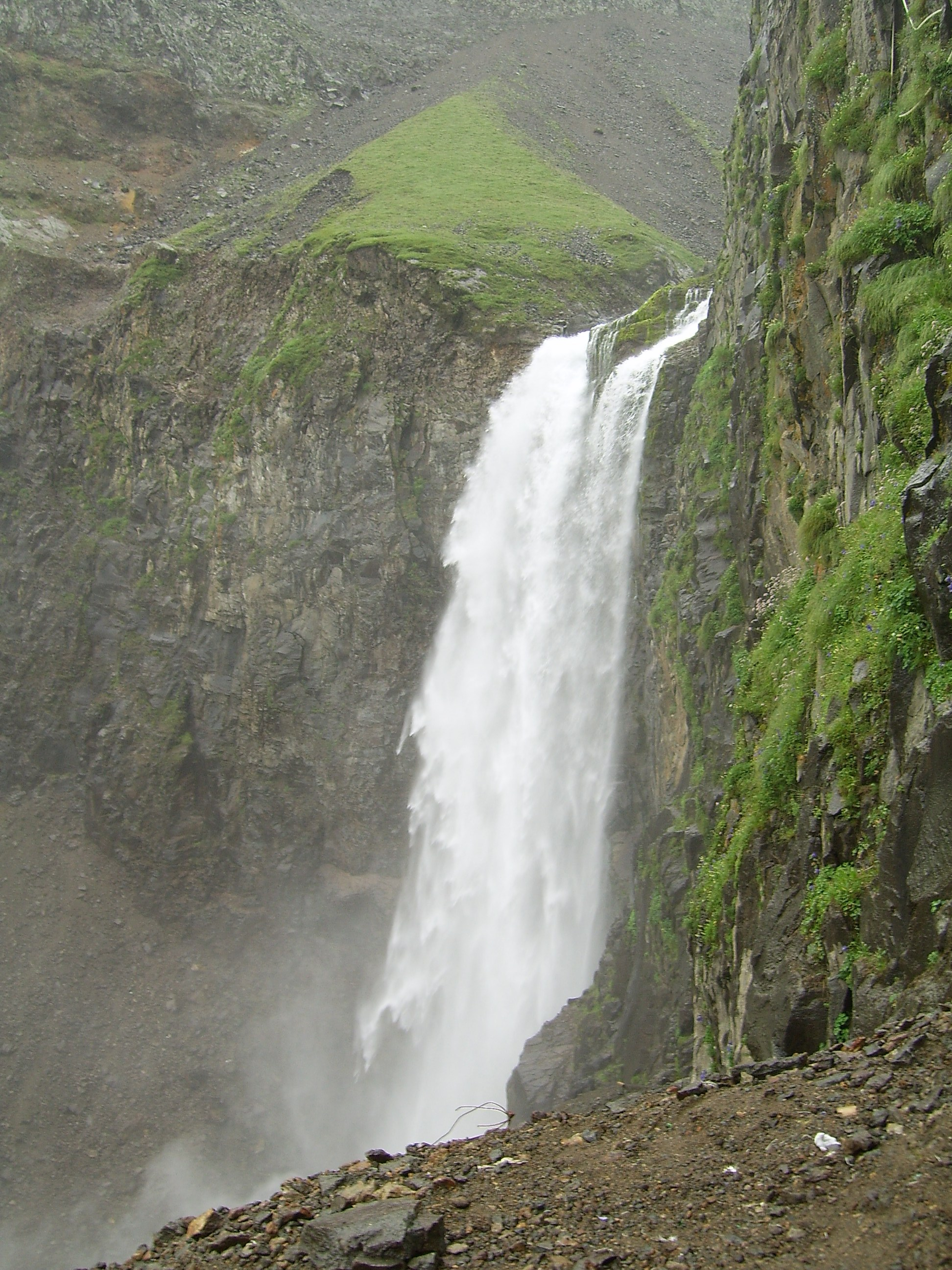
Cascada
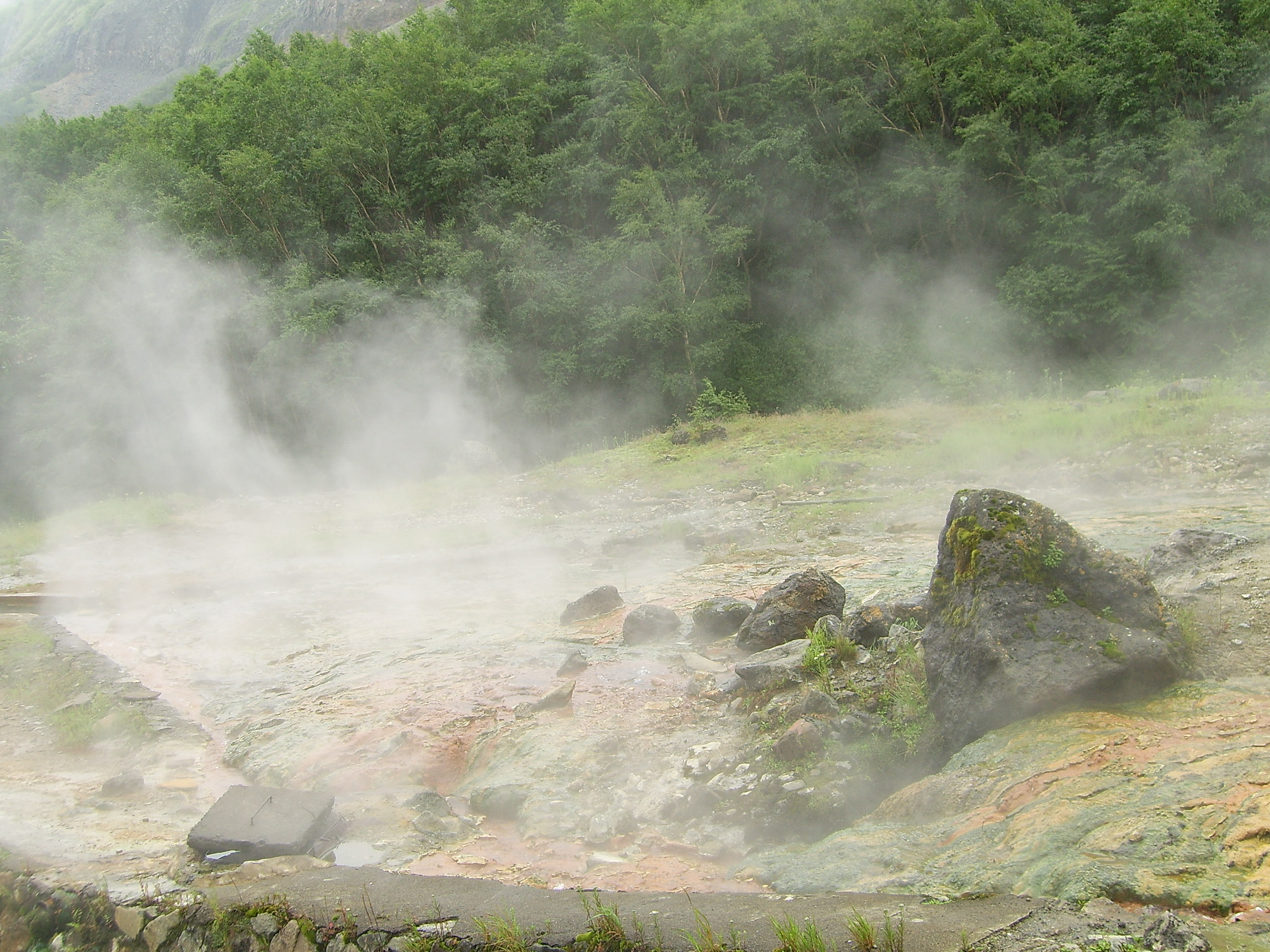
Aguas termales
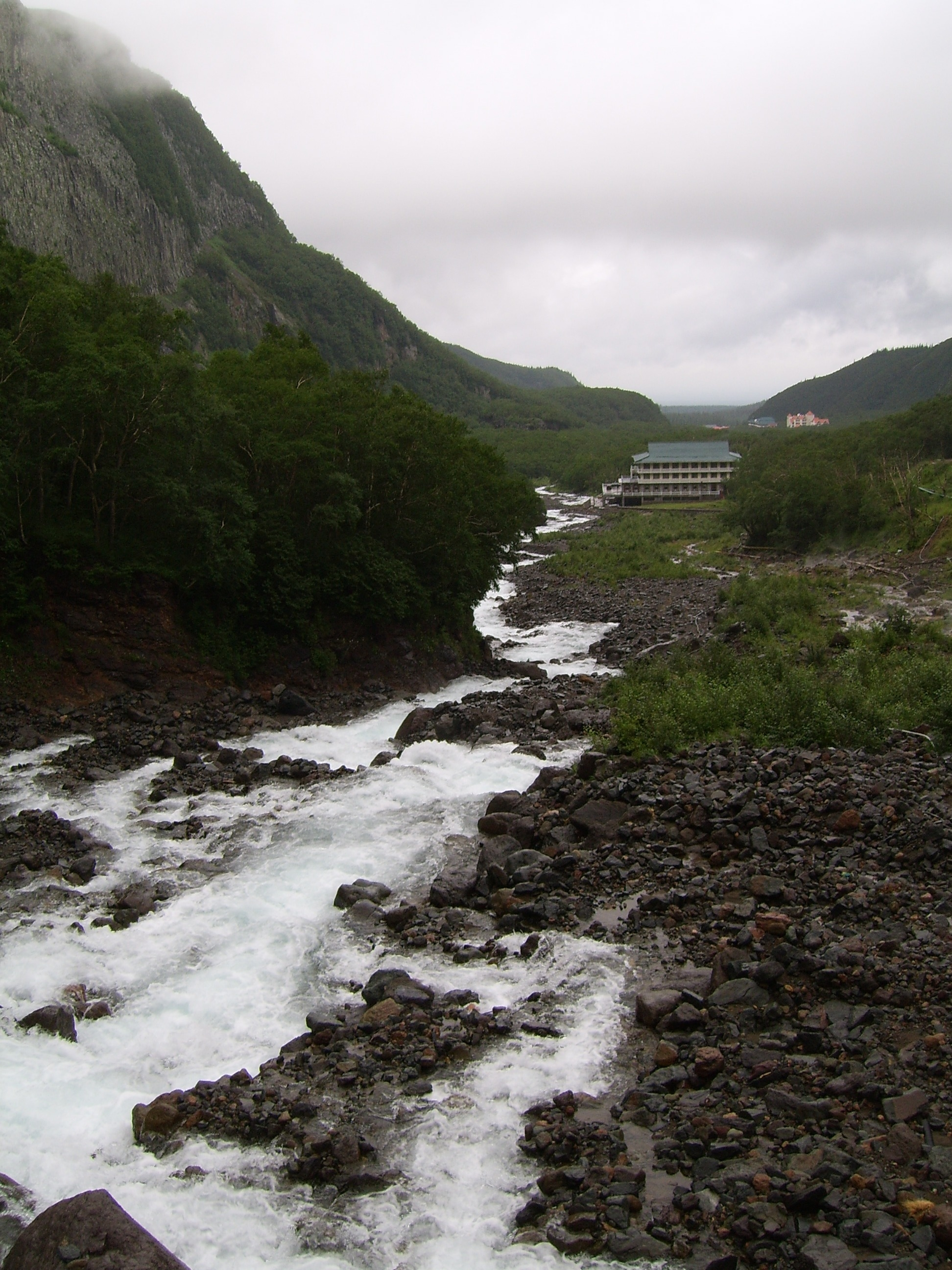
Río
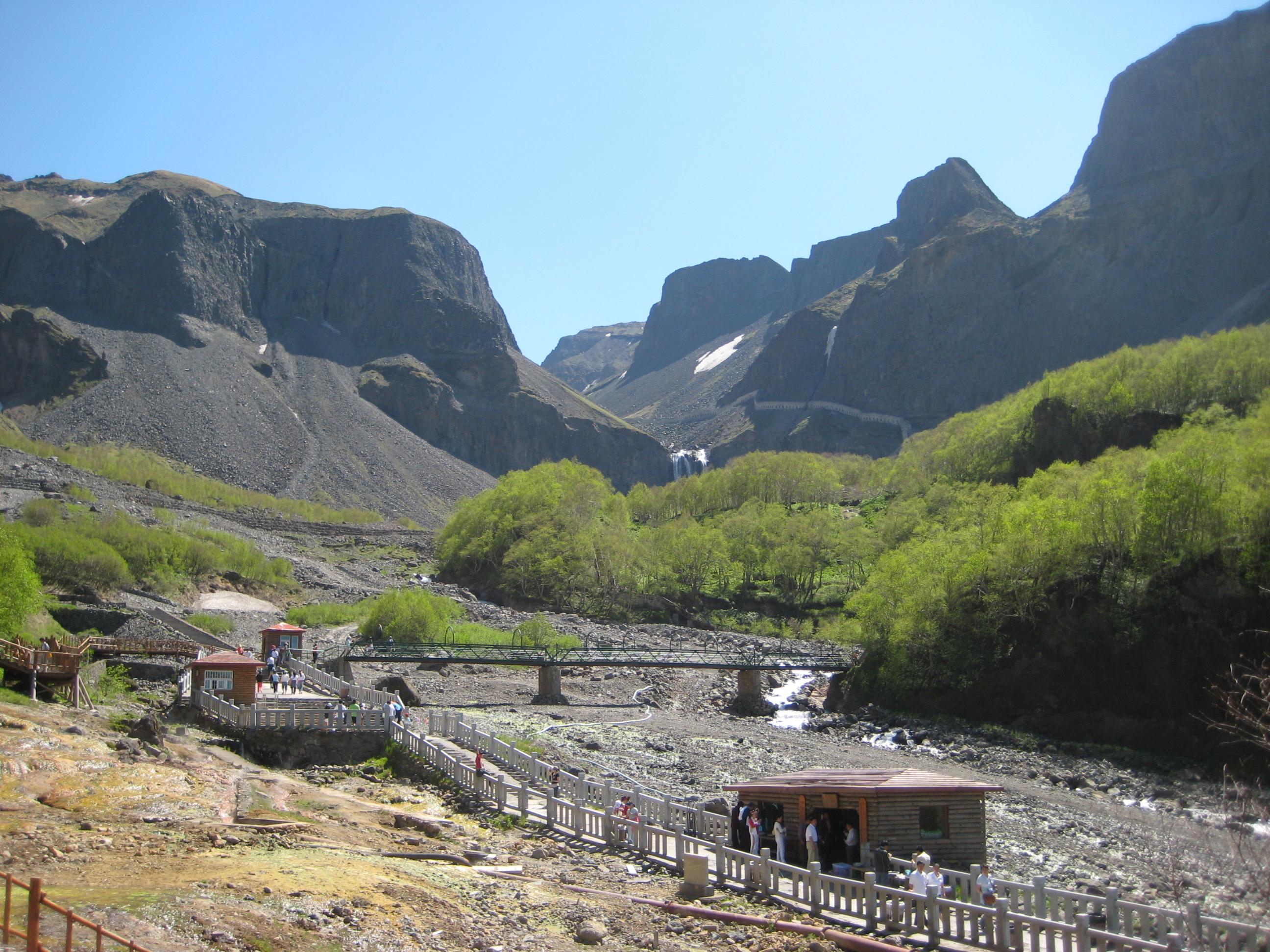
Vertiente norte